# Сподње Косезе
Сподње Косезе (словен. Spodnje Koseze) су насељено место у општини Луковица, Средњесловенска регија, Словенија.

## Историја
До територијалне реорганизације у Словенији било су у саставу старе општине Домжале.

## Становништво
У попису становништва из 2011. године, Сподње Косезе је имало 98 становника.
| Број становника према пописима | Број становника према пописима | Број становника према пописима |
| ------------------------------ | ------------------------------ | ------------------------------ |
| 1991                           | 2002                           | 2011                           |
| 107                            | 112                            | 98                             |

Напомена: Године 1955. повећана за насеља Бобовник и Горење која су укинута.

## Галерија
- улаз у насеље
- спомен-плоча на родној кући словенског песника Јована Веселог Косеског